# Абд ел-Кадер
Абд ел-Кадер, или книжовно Абд ал-Кадир (на арабски: عبد القادر), е алжирски пълководец, оратор и поет, последният местен владетел (емир) на част от днешен Алжир след освобождаване на столицата ѝ Алжир от Франция през 1830 година.

## Биография
ел-Кадер е роден на 6 септември 1808 г. в Алжир, тогава Османска империя. Ръководител е на освободителното въстание на алжирския народ против френските колонизатори от 1832 г. Пленен е от французите през 1847 г. и е хвърлен в затвора. Освободен е от Наполеон III през 1852 г. и му е отпусната пенсия. 
Последните си години прекарва като изгнаник в Дамаск, където умира на 26 май 1883 г.